# Leucheria glacialis
Leucheria glacialis là một loài thực vật có hoa trong họ Cúc. Loài này được (Poepp. ex Less.) Reiche mô tả khoa học đầu tiên năm 1905.